# Micrathyria hagenii
Micrathyria hagenii is een libellensoort uit de familie van de korenbouten (Libellulidae), onderorde echte libellen (Anisoptera).
De wetenschappelijke naam Micrathyria hagenii is voor het eerst geldig gepubliceerd in 1890 door Kirby.